# Wilde Flamme
Wilde Flamme ist ein musikalisches Benefizprojekt, welches im Jahr 2012 startete.

## Karriere
Initiiert haben das Projekt die Mitglieder der Band Frei.Wild, um mit dem Erlös aus dem Songverkauf das Südtiroler Kinderdorf in ihrer Heimatstadt Brixen zu unterstützen. An der Aufnahme beteiligten sich unter anderem so unterschiedliche Musiker wie Matthias Röhr von den Böhsen Onkelz, Norbert Rier von den Kastelruther Spatzen, Neo Scope von Down Below, Patrick Prziwara von Fiddler’s Green und Delroy Rennalls von Mr. President. Die Single wurde am 8. Juni 2012 veröffentlicht und erreichte Platz 58 in Deutschland. Im September übergab Frei.Wild-Sänger Philipp Burger 4000 Euro an das Kinderdorf.
Am 21. Juni 2013 wurde der zweite Song Geschichten bleiben Geschichten des Projekts veröffentlicht. Neben vielen Künstler von der ersten Aufnahme, beteiligten sich dieses Mal unter anderen Stefan Putnik von Wiens No.1, Joggl von Unantastbar, Georg Kirchler von den Bad Jokers und Martin Kesici.
Im Jahre 2014 erschien die dritte Single Durch alle Gezeiten. Bei diesem gingen die Einnahmen des Charity-Projektes erstmals an eine Einzelperson. Dem Straßenhändler Thiam Matoure wurde die Verwirklichung seines Traumes ermöglicht, indem er in seine Heimat Senegal zu seiner Familie zurückkehren und sein eingestürztes Haus wieder aufbauen konnte. Peter Maffay unterstützte zusätzlich das Projekt mit seiner Stiftung.
Nachdem sich Magdalena Gąsiorowicz und Marcus Hammer bei dem Projekt kennengelernt haben, nahmen sie 2014 mit Bezug zu Wilde Flamme gemeinsam noch eine neue Version vom Stück Sonnenuntergang auf, das Hammer ursprünglich mit seiner Berliner Band ENORM fürs Album Zur Hölle und zurück geschrieben hat. Der komplette Erlös aus den Downloads kam dabei Myriam von M und ihrer ungewöhnlichen Kampagne „Fuck Cancer“ gegen Gebärmutterhalskrebs zugute.
Am 12. Mai 2016 erschien die vierte Single Die Zeit kommt allein und nicht zu zweit. Der Erlös kam einer Spendenaktion zugunsten eines Kindes, das an einer selten Augenkrankheit leidet, zugute.
Nach vier Jahren kam im Jahr 2020 das Projekt erneut zusammen. Diesmal versammelten sich Mitglieder aus 20 Bands und rund 100 Einzelkünstler unter dem Projektnamen. Das Geld wurde im Rahmen der COVID-19-Pandemie an die Helfer vom MFS Rettungsdienst und Comedicus Südtirol/Italien gespendet. Insgesamt kamen 10.000 Euro zusammen.

## Diskografie
Lieder
- 2012: 1000 Meilen, 1000 Worte
- 2013: Geschichten bleiben Geschichten
- 2014: Durch alle Gezeiten
- 2016: Die Zeit kommt allein und nicht zu zweit
- 2020: Engel, Retter und Helden